# Johan Peter Selmer

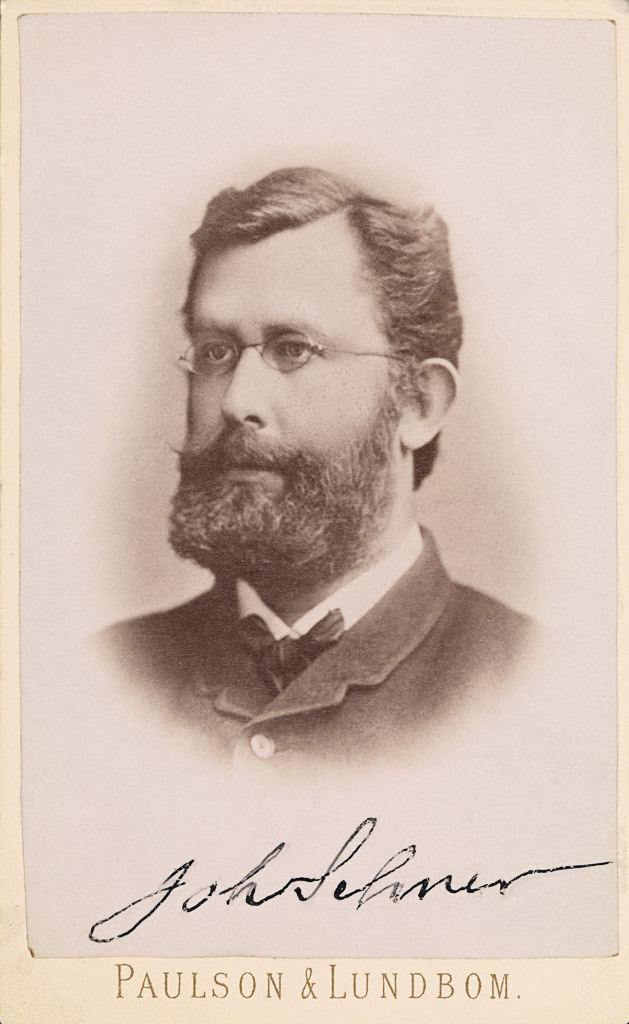
Johan Selmer ca. 1886. Foto: Nasjonalgalleriet, Oslo.

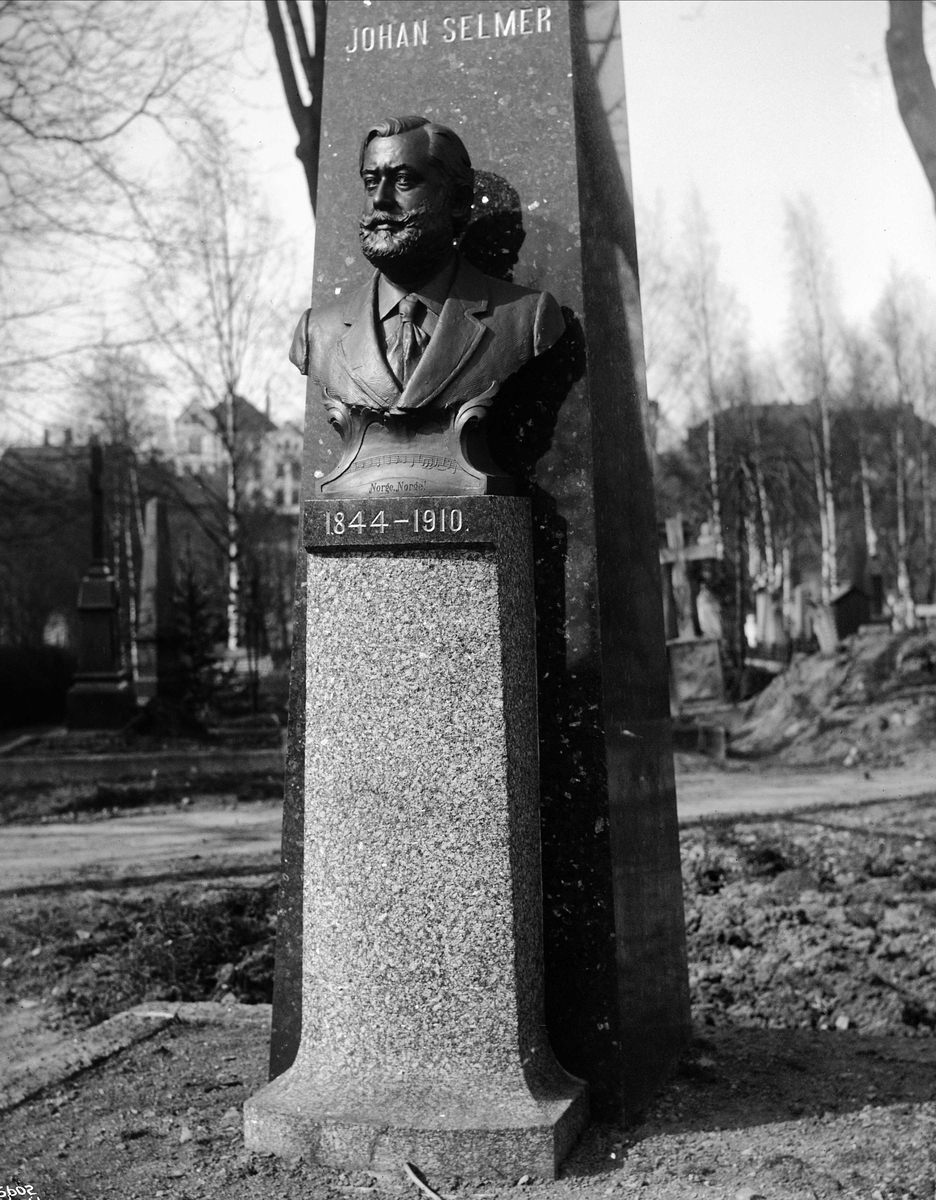
Grab von Johan Selmer in Oslo

Johan Peter Selmer (* 20. Januar 1844 in Kristiania; † 21. Juli 1910 in Venedig) war ein norwegischer Komponist.
Selmer studierte in Paris bei Ambroise Thomas und Charles-Alexis Chauvet. Wegen seiner Beteiligung am Aufstand der Pariser Kommune wurde er zum Tode verurteilt, konnte aber nach Leipzig fliehen, wo er seine Ausbildung am Leipziger Konservatorium bei Ernst Friedrich Richter und Salomon Jadassohn fortsetzte. Seit 1883 lebte er als Dirigent in Kristiania und war dort von 1883 bis 1886 Leiter der Philharmonischen Konzerte. Er komponierte eine Anzahl programmatischer Orchesterstücke, die unter dem Einfluss von Wagner, Liszt und Berlioz standen und zählt als „radikalster Fortschrittsmann der norwegischen Neuromantik“.

## Werke
- Scène funèbre
- L'année terrible
- Alastor
- Carnaval en Flandres
- Prometheus